# Nacionalni park Haleakala
Nacionalni park Haleakala jedan je od 58 nacionalnih parkova smještenih na području Sjedinjenih Američkih Država.

## Zemljopisni podaci
Ovaj se nacionalni park nalazi u američkoj saveznoj državi Havaji a smješten je na otoku Maui. Rasprostire se na oko 122 km2 površine od čega je 100 km2 divljine. Obilježja parka su Summit s uspavanim vulkanom Haleakala čija je posljednja erupcija zabilježena oko 1490. godine, te priobalno područje Kipahulu.

## Naziv
Park je dobio ime po vulkanu Haleakala, a Haleakala je havajski naziv za "kuću sunca". Prema lokalnoj legendi, polubog Maui ovdje je zatvorio sunce da bi produžio dan.

## Povijest
Nacionalni park Halekala prvotno je zajedno s vulkanima Mauna Loa i Kilauea bio dio nacionalnog parka Havaji. Godine 1961. došlo je do izdvajanja nacionalnog parka Havajski vulkani pa je nacionalni park Haleakala postao zaseban nacionalni park.

## Summit
Summit ((hrv.) Vrh) je naziv dijela parka koji obuhvaća krater vulkana Haleakala i okolno područje. Glavna značajka ovog dijela parka je krater Haleakala čija širina iznosi oko 11,25 km, a dubina oko 790 m. Do kratera i u njegovu unutrašnjost vode dvije glavne staze: Halemau'u i Sliding Sands.

## Kipahulu
Kipahulu je drugi dio nacionalnog parka Haleakala. Taj dio parka se nalazi u donjem dijelu doline Kipahulu, a odvojen je od područja Summit. Ovo područje je označeno kao biološki rezervat i zatvoreno za javnost zbog očuvanja autohtonih biljnih i životinjskih vrsta.
U području Kipahulu se nalazi preko 20 bazena uzduž potoka Palikea u klancu Oheo. Bazeni su stanište rijetkih autohtonih vrsta slatkovodnih riba.

## Biljni i životinjski svijet
Budući da je područje parka vulkanskog podrijetla, sve biljke i životinje su ovdje došle s prvim doseljenicima ili prirodnim putem putujući preko 3.000 km zrakom ili morem. Nakon dolaska različiti organizmi su se na čudestan način prilagodili novom okolišu stvarajući u svijetu nove, jedinstvene vrste, pa zbog toga u ovom nacionalnom parku obitava više ugroženih vrsta nego u bilo kojem drugom američkom nacionalnom parku.

## Vanjske poveznice
- http://www.haleakala.national-park.com/  Arhivirana inačica izvorne stranice od 12. kolovoza 2010. (Wayback Machine)
- Haleakala National Park Gallery (engl.)

## Ostali projekti
|  | Zajednički poslužitelj ima stranicu o temi Nacionalni park Haleakala    |
|  | Zajednički poslužitelj ima još gradiva o temi Nacionalni park Haleakala |